# Huey Smith
Huey Pierce „Piano“ Smith (* 26. Januar 1934 in New Orleans, Louisiana; † 13. Februar 2023 in Baton Rouge, Louisiana) war ein US-amerikanischer Rhythm-&-Blues-Musiker, der unter anderem die bekannte Band The Clowns leitete. Smith zählte zu den bedeutendsten Musikern der Piano-Tradition von New Orleans.

## Session-Pianist
Nach seiner Schulzeit lernte Smith im Jahre 1949 das Klavierspiel, 1953 wurde er als Pianist in die Band von Gitarrist Earl King aufgenommen. Hier entwickelte er seinen Piano-Stil, eine Mischung des Boogie Woogie von Albert Ammons, des Offbeat-Pianos von Professor Longhair und des Jazz von Jelly Roll Morton. Smith war auf Kings erster Single (unter dem Namen Earl Johnson) Have You Gone Crazy? / Begging at Your Mercy (Savoy Records 1102) als Pianist dabei (aufgenommen in New Orleans am 1. Juni 1953). Am selben Aufnahmetag erschien auch Smiths erste Single unter dem Namen „Huey Smith“: You Made Me Cry / You're Down With Me (Savoy 1113, Piano und Gesang) und King an der Gitarre. Bei dem oft gecoverten Smiley-Lewis-Klassiker I Hear You Knockin‘ ist Smiths Piano-Solo zu hören (aufgenommen am 23. Mai 1955 in Cosimo Matassas Studio, veröffentlicht im Juli 1955).
Berühmt wurde Earl King nachfolgend mit Those Lonely Lonely Nights (August 1955), wiederum mit Smith am Piano, diesmal bei Ace Records, für die King als Label-Gitarrist arbeitete. Die Single verhalf mit 250.000 Exemplaren King zum Durchbruch. Es war mit Katalog-# 509 erst die 10 Single des jungen Labels. Kurz darauf erschien als Ace 521 – „Huey 'Piano' Smith & the Rhythm Aces“ Everybody's Whalin’, aufgenommen wiederum in Cosimo Matassas berühmten Studio (September 1956). Bei Matassa stieg Smith schließlich zu den gefragten Session-Musikern auf, und Matassa erteilte Smith im Studio oft den Auftrag, „etwas Mist in die Aufnahme einzustreuen“. Für Bob Marchan, seinem späteren Leadsänger, schrieb Smith im Jahre 1956 „Little Chickee Wah Wah“ (Ace 523).

## Eigene Platten
Neben seiner Tätigkeit als erfolgreicher Session-Pianist und Komponist für andere Interpreten gründete er eine eigene Band, zunächst unter dem Namen „Rhythm Aces“, mit Junior Gordon (Izzy Cougarten), Dave Dixon und Roland Cook als Sänger. Nach mehreren Umbesetzungen trat die Band dann ab 1957 als „Clowns“ mit Junior Gordon oder Gerri Hall (Sängerin), abwechselnd mit 'Scarface John' Williams, Eugene Francis, Billy Roosevelt (Bassgesang), Roland Stone und Leadsänger Bobby Marchan auf. Als Musikbegleitung konnte Smith auf die Matassa-Sessionmusiker Lee Allen und Red Tyler (Saxophon) sowie Charles Williams (Schlagzeug) zurückgreifen. Die Aufgabenverteilung war zwischen den Beteiligten geregelt: Smith komponierte, arrangierte und spielte Piano, während Marchan und der Chor sang. Um mehr Zeit für Kompositionen zu gewinnen, ließ sich Huey Smith am Klavier bei Tourneen oft durch James Booker vertreten.

Huey 'Piano' Smith - Don't You Just Know It

Schon im Juli 1957 wurde mit dieser Formation der Instrumentaltitel Rockin' Pneumonia And The Boogie Woogie Flu eingespielt, komponiert von Smith und Johnny Vincent, seinem Produzenten und Labelchef von Ace Records. Als B-Seite wurde eine Vokalversion hierzu ausgewählt. Die Vokalversion des Songs entwickelte sich innerhalb kurzer Zeit zum Millionenseller, als er zum Crossover wurde (# 7 R&B, # 52 Pop-Charts). Smith hatte inzwischen einen charakteristischen Pianostil entwickelt. Er perfektionierte ein Shuffle-ähnliches, rechtshändig orientiertes Piano-Break, das auf seinen Aufnahmen erkennbar ist. So auch bei dem größten Hit mit über 2 Millionen verkaufter Exemplare, Don't You Just Know It, erschienen im März 1958. Er erreichte mit seinem größten Erfolg # 9 der Pop-Charts (#4 R&B). Beide Platten lassen den klassischen New Orleans-Rhythmus und die perkussive Spieltechnik des Bandleaders erkennen. Ende 1958 nahm Smith das von ihm komponierte Original von Sea Cruise auf Matassas Zweispurtonband mit Marchan und Gerri Hall als Leadsänger auf. Ace hatte andere Pläne, zumal Marchans Stimme indisponiert war und er zudem die Gruppe verlassen wollte. Das Master blieb zunächst einmal 7 Monate in den Archiven des Labels, bevor der Labelchef Vincent der Aufnahme im März 1959 ein Overdubbing vom weißen Teenidol Frankie Ford hinzufügte. Versetzt mit einigen tontechnischen Raritäten, einer Schiffsglocke und einem Nebelhorn sowie einer leicht beschleunigten Tonbandgeschwindigkeit von Fords Stimme, avancierte der Mardi Gras-infizierte Rhythmus im April 1959 zu einem weiteren Hit für Ace Records (# 11 R&B, #14 Pop). Unzufrieden über die schleppende Bezahlung bei Ace Records verließ Huey Smith das Label Ende 1959 und wechselte zu Imperial Records, für die er acht Songs und 4 LPs ohne Hitparadenerfolg einspielte. Marchan verließ die Clowns und Ace Records dann tatsächlich Anfang 1960 und wurde ersetzt durch die Sängerin Gerri Hall und den Sänger Curley Moore.
Im Mai 1962 erschien plötzlich bei Ace Pop Eye, eine Aufnahme aus früheren Beständen mit Curley Moore als Leadstimme und wiederum komponiert von Smith. Damit griff Smith die berühmte, spinatessende Seemanns-Figur Popeye aus der gleichnamigen Cartoon-Serie auf und lieferte – ungewollt – den Song für den gerade modernen gleichnamigen Tanz. Ace behauptete, die Clowns seien die Entdecker des Pop Eye-Tanzes; sie waren es aber nicht. Verärgert über die Ace-Veröffentlichung, entließ Imperial Huey Smith aus dem Plattenvertrag; er ging kurzerhand wieder zurück zu Ace, wo er ohne Erfolg bis zur Pleite des Labels im Jahre 1964 blieb. Um von seinen mittlerweile zunehmenden Alkoholproblemen wegzukommen, konvertierte er 1965 zu den Zeugen Jehovas und beendete seine Musikerlaufbahn. Ab 1967 versuchte er bei Instant Records – unter verschiedenen Namensvariationen – natürlich in New Orleans beheimatet, ein erfolglos gebliebenes Comeback.
Zwei seiner Erfolge wurden später gecovert. Sein größter Hit Don't You Just Know It kam im Januar 1965 als Don’t ha ha von der britischen Beatband Casey Jones & the Governors heraus, die hiermit in Deutschland bis auf Platz 2 der Charts vordrang, aber im Heimatland floppte. An den anderen großen Hit Rockin' Pneumonia.. erinnerte sich Johnny Rivers (Oktober 1972, US # 6 Pop).
BMI zufolge sind für Huey „Piano“ Smith 135 Kompositionen urheberrechtlich registriert.

## Diskografie (Auswahl)

### Singles
Als Huey Smith:
- You Made Me Cry / You're Down With Me (Savoy 1113), August 1956

Als Huey „Piano“ Smith & the Rhythm Aces:
- Everybody's Whalin' / Little Liza Jane (Ace 521), Dezember 1956

Als Huey „Piano“ Smith & His Clowns:
- Rockin' Pneumonia And The Boogie Woogie Flu Part 1 & Part 2, (Ace 530), Juli 1957
- Free, Single And Disengaged / Just A Lonely Clown (Ace 538), Oktober 1957
- High Blood Pressure / Don't You Just Know It, (Ace 545), Juli 1958
- We Like Birdland / Havin' A Good Time (Ace 548), Oktober 1958
- Don't You Know Yockomo / We'll I'll Be John Brown (Ace 553), Dezember 1958
- Would You Believe It / Genevieve (Ace 562), 1959
- Beatnik Blues / For Crying Out Loud (Ace 584), 1960
- The Little Moron / Someone to Love (Imperial 5721), Februar 1961
- Behind the Wheel, Pt. 1 / Behind the Wheel, Pt. 2 (Imperial 5747), Mai 1961
- More Girls / Sassy Sara (Imperial 5772), August 1961
- Don't Knock It / Snag-a-Tooth Jeanie (Imperial 5789), Oktober 1961
- Pop Eye / Scald-Dog (Ace 649), Februar 1962

Als Huey Smith & The Pitter Pats:
- Bury Me Dead / I’ll Never Forget You (Instant 3287), 1967
- Huey Smith: Two Way Pockaway Part 1 / Part 2 (Instant 3297), 1969
- Huey Piano Smith: Eight Bars Of Amen / Epitaph Of Uncle Tom (Instant 3301), 1969
- Huey Smith & The Clowns: You Got Too Part 1 / Part 2 (Instant 3303), 1969
- Huey Piano Smith: Ballad Of A Black Man / The Whatcha Call ‘Em (Instant 3305), 1970
- Huey Piano Smith: The Watchcha Call ‘Em / Ballad Of A Black Man (Instant 3325), 1972

### LPs
- Huey „Piano“ Smith & His Clowns: Having A Good Time (Ace 1004), 1959
- Rhythm 'n' Blues (Ace), 1960
- For Dancing (Ace 1015), 1961
- T'was The Night Before Christmas (Ace 1027), November 1962

### Compilations
- ROCK & ROLL REVIVAL! (Ace 2021), 1971
- Pita Pattin’ (CHARLY CRB 1164 UK), 1987